# Одарюк, Гавриил Ефремович
Гавриил Ефремович Одарюк (25 марта 1898 года, с. Одарюки, Полтавская губерния — 15 мая 1965 года, Полтава) — советский военный деятель, Генерал-майор (17 ноября 1943 года).

## Начальная биография
Гавриил Ефремович Одарюк родился 25 марта 1898 года в селе Одарюки Полтавской губернии.

## Военная служба

### Первая мировая и гражданская войны
4 февраля 1917 года призван в ряды Русской императорской армии и направлен в караульно-конвойную команду уездного воинского начальника в Борзне, в апреле переведён в Гайсин в 16-й запасной полк, а в мае — в 1-ю запасную пулемётную роту в Виннице. В феврале 1918 года Одарюк был демобилизован из рядов армии, после чего вернулся на родину, в результате жил на территории, оккупированной германскими войсками. 1 ноября 1918 года вступил в партизанский отряд, в составе которого принимал участие в боевых действиях против немцев и вооружённых формирований под командованием П. П. Скоропадского и С. В. Петлюры. В январе 1919 года партизанский отряд был преобразован в 16-й Украинский полк, в составе которого Одарюк был назначен на должность командира отделения.
В апреле 1919 года направлен на учёбу на Уманские командные курсы, в составе которых в мае направлен на подавление бандформирований под командованием Зелёного, Клименко, Григорьева, действовавших в районе городов Умань, Христиновка и Белая Церковь. В июне в составе курсов Одарюк направлен на Южный фронт, где был назначен на должность командира взвода 3-го Харьковского полка, после чего принимал участие в боевых действиях против войск под командованием генерала А. И. Деникина в районе города Лозовая.
В августе 1919 года направлен на учёбу на Киевские курсы, однако вскоре Г. Е. Одарюк назначен на должность командира пулемётного взвода в составе сводной бригады курсантов, после чего принимал участие в боевых действиях против войск под командованием А. И. Деникина в районе Броварами. За мужество в боях был представлен к ордену Красного Знамени, но не был награждён.
В октябре 1919 года Одарюк направлен в Смоленск, где был зачислен курсантом и назначен командиром отделения на 21-е Западные пехотные курсы, в составе которых участвовал в боевых действиях в ходе советско-польской войны и войск под командованием генерала С. Н. Булак-Балаховича.

### Межвоенное время
После окончания курсов в 1920 году направлен в 65-й стрелковый полк (22-я стрелковая бригад), где служил на должностях командира взвода и роты, а в феврале 1922 года назначен на должность начальника пулемётной команды полка. В августе того же года 22-я стрелковая бригада была преобразована в 22-й стрелковый полк, где Одарюк был назначен на должность помощника начальника пулемётной команды. В октябре 1923 года направлен на учёбу на повторные курсы комсостава в Смоленске, после окончания которых в июле 1924 года на прежнюю должность.
В 1925 году Одарюк сдал экстерном экзамен за нормальную пехотную школу, после чего назначен на должность командира пулемётной роты. В октябре 1927 года направлен на учёбу на курсы «Выстрел», по окончании которых в апреле 1928 года переведён на эту же должность в 21-й отдельный зенитно-пулемётный батальон, дислоцированный в Смоленске.
В июне 1929 года назначен на должность командира батальона в составе 11-го стрелкового полка (4-я стрелковая дивизия, Белорусский военный округ), дислоцированного в Слуцке, в июне 1931 года — на должность командира батальона в составе 4-го отдельного пулемётного батальона в Бобруйске, а в январе 1933 года — на должность командира и комиссара 2-го зенитно-пулемётного полка (2-я дивизия ПВО), дислоцированного в Ленинграде.
В декабре 1936 года Одарюк переведён в Киев, где был назначен на должность командира 4-го зенитно-артиллерийского полка в составе 3-й дивизии ПВО, а в октябре 1938 года — на должность помощника командира 96-й стрелковой дивизии (Киевский военный округ), дислоцированной в Проскурове и в сентябре 1939 года участвовавшей в ходе похода Красной армии в Западную Украину.
В октябре 1939 года назначен на должность командира 96-й стрелковой дивизии, а в феврале 1940 года — на должность начальника 1-го Проскуровского стрелково-пулеметного училища, преобразованного вскоре в Белоцерковское пехотное.

### Великая Отечественная война
С началом войны училище было передислоцировано в Томск, где было преобразовано в Томское пехотное училище. В марте 1942 года полковнику Г. Е. Одарюку было поручено сформировать 221-ю курсантскую стрелковую бригаду, но вскоре данный приказ был отменен, и в мае назначен на должность заместителя командира 315-й стрелковой дивизии 66-й резервной армии.
23 августа 1942 года назначен командиром 231-й стрелковой дивизией, которая 25 августа была включена в Сталинградский фронт, в составе которого вела наступательные боевые действия вдоль дороги Камышин — Сталинград. В ноябре 1942 года приказом Ставки Верховного Главнокомандования дивизия, а полковник Г. Е. Одарюк находился в распоряжении Военного совета 24-й армии, а затем лечился в госпитале.
По выздоровлении с марта 1943 года находился в распоряжении начальника Главного автомобильного управления Красной армии с исполнением должности помощника генерал-инспектора.
В июле 1943 года назначен на должность командира 1-й отдельной учебной бригады (Московский военный округ) с дислокацией в городе Орехово-Зуево. 16 мая 1944 года бригада была преобразована в 22-ю учебную стрелковую дивизию.

### Послевоенная карьера
По окончания войны находился на прежней должности.
После расформирования дивизии с января 1946 года генерал-майор Гавриил Ефремович Одарюк состоял в распоряжении Военного совета Московского военного округа и Главного управления кадров НКО. В мае того же года вышел в запас по болезни. Умер 15 мая 1965 года в Полтаве.

## Награды
- Орден Ленина (21 февраля 1945 года);
- Орден Красного Знамени (3 ноября 1944 года);
- Медали.

## Воинские звания
- Полковник (17 февраля 1936 года);
- Генерал-майор (17 ноября 1943 года).